# Kyle Turris
Kyle Turris (* 14. August 1989 in New Westminster, British Columbia) ist ein ehemaliger kanadischer Eishockeyspieler. Der Center bestritt zwischen 2008 und 2022 über 700 Partien für die Phoenix Coyotes, Ottawa Senators, Nashville Predators und Edmonton Oilers in der National Hockey League (NHL). Seine größten Karriereerfolge feierte Turris in den Trikots der kanadischen Nationalmannschaften, wo er mit der U20-Auswahl im Jahr 2008 Weltmeister wurde und mit der A-Auswahl die Silbermedaille bei der Weltmeisterschaft 2019 errang.

## Karriere
Kyle Turris spielte ab 2005 in der zweitklassigen kanadischen Juniorenliga British Columbia Hockey League (BCHL) bei den Burnaby Express, nachdem er zuvor jeweils eine Saison in unterklassigen Juniorenligen beim North Shore Winter Club und den Grandview Steelers verbracht hatte. Gleich in seiner ersten BCHL-Saison bewies er sein Talent und war drittbester Scorer seines Teams in der regulären Saison. Er gewann mit seinem Team die Playoffs der BCHL und qualifizierte sich für die Finalserie um den Doyle Cup, die sie ebenfalls gewannen. Schließlich gewannen sie auch das Turnier um den Royal Bank Cup und somit die kanadische Juniorenmeisterschaft der zweitklassigen Juniorenligen. In der Saison 2006/07 war er mit 121 Punkten zweitbester Scorer der BCHL und führte die Scorerliste der Playoffs an, obwohl seine Mannschaft bereits in der zweiten Runde ausgeschieden war.

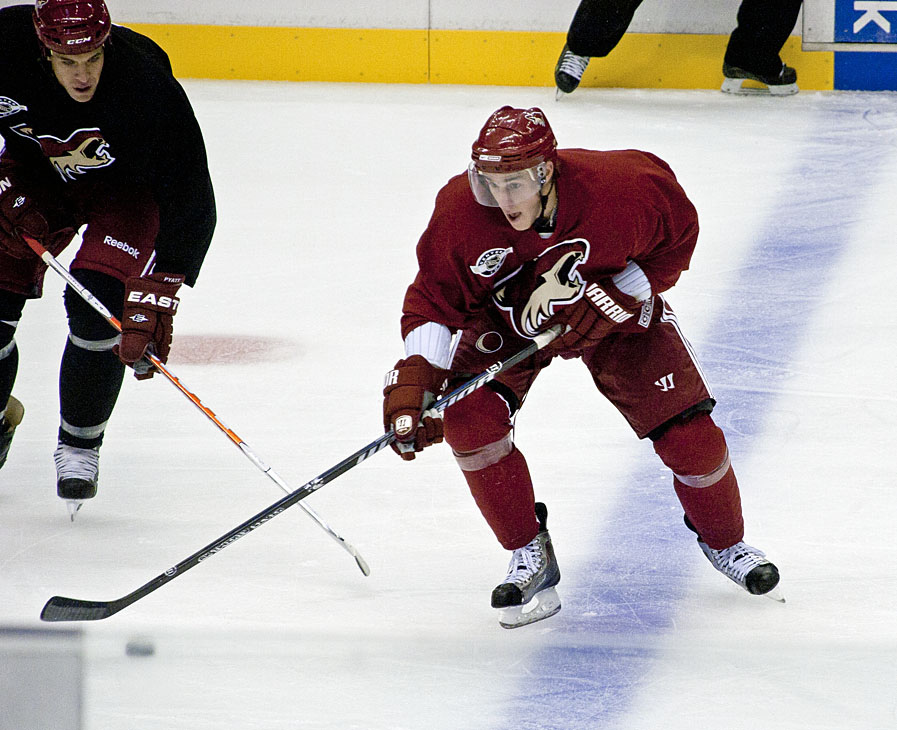
Turris im Training bei den Phoenix Coyotes

Aufgrund seiner Leistungen wurde er von den Talentsuchern der National Hockey League (NHL) auf Platz eins in der Rangliste der talentiertesten Spieler für den NHL Entry Draft 2007 gesetzt und wurde schließlich im Draft von den Phoenix Coyotes in der ersten Runde an Position drei ausgewählt. Im August und September nahm er an der Super Series 2007 teil. Ab Herbst 2007 spielte Kyle Turris für die Wisconsin Badgers, dem Eishockeyteam der University of Wisconsin–Madison, und war in der Saison gleich der beste Scorer der Mannschaft mit elf Toren und 24 Vorlagen. Nach dem Ende der Spielzeit unterschrieb er Anfang April 2008 einen Einstiegsvertrag bei den Phoenix Coyotes und verbrachte die letzten drei Ligaspiele der Saison bei der Mannschaft. Am 17. Dezember 2011 transferierten ihn die Phoenix Coyotes im Austausch für David Rundblad und einem Zweitrunden-Wahlrecht zu den Ottawa Senators.
Nach knapp sechs Jahren in Ottawa gaben ihn die Senators im November 2017 im Rahmen eines größeren Tauschgeschäfts, mit dem Matt Duchene von der Colorado Avalanche für insgesamt vier Spieler und drei Draftpicks verpflichtet wurde, an die Nashville Predators ab. Die Predators steuerten zu diesem Transfer im Gegenzug Samuel Girard, Wladislaw Kamenew sowie ein Zweitrunden-Wahlrecht für den NHL Entry Draft 2018 bei. Turris unterzeichnete in diesem Rahmen direkt einen neuen Sechsjahresvertrag in Nashville, der ihm mit Beginn der Saison 2018/19 ein durchschnittliches Jahresgehalt von sechs Millionen US-Dollar einbringen soll. Nach deutlich nachlassenden Leistungen in den folgenden Jahren entschieden sich die Predators jedoch bereits im Oktober 2020, ihm die verbleibenden vier Jahre seines Vertrages auszubezahlen (buy-out), sodass er sich als Free Agent auf der Suche nach einem neuen Arbeitgeber befand. Diesen fand er wenige Tage später in den Edmonton Oilers, die ihn mit einem Zweijahresvertrag ausstatteten.
Nach der Saison 2021/22 beendete Turris kurz nach seinem 33. Geburtstag seine aktive Karriere, in der er insgesamt 776 NHL-Partien bestritten und dabei 425 Scorerpunkte verzeichnet hatte. Zugleich verpflichteten ihn die Coquitlam Express, ein Juniorenteam aus der BCHL, für ihren Trainerstab (Player Development Coach) sowie als Berater des General Managers.

## Erfolge und Auszeichnungen
| - 2006 Fred-Page-Cup-Gewinn mit den Burnaby Express - 2006 Royal-Bank-Cup-Gewinn mit den Burnaby Express - 2007 BCHL Player of the Year | - 2008 WCHA Third All-Star Team - 2008 WCHA All-Rookie Team |

### International
- 2007 Bester Torschütze der Super Series
- 2008 Goldmedaille bei der U20-Junioren-Weltmeisterschaft
- 2019 Silbermedaille bei der Weltmeisterschaft

## Karrierestatistik

### International
Vertrat Kanada bei:
| - U18-Junioren-Weltmeisterschaft 2007 - Super Series 2007 - U20-Junioren-Weltmeisterschaft 2008 | - Weltmeisterschaft 2014 - Weltmeisterschaft 2018 - Weltmeisterschaft 2019 |

(Legende zur Spielerstatistik: Sp oder GP = absolvierte Spiele; T oder G = erzielte Tore; V oder A = erzielte Assists; Pkt oder Pts = erzielte Scorerpunkte; SM oder PIM = erhaltene Strafminuten; +/− = Plus/Minus-Bilanz; PP = erzielte Überzahltore; SH = erzielte Unterzahltore; GW = erzielte Siegtore; 1 Play-downs/Relegation; Kursiv: Statistik nicht vollständig)